# Angus Deaton
Angus Stewart Deaton (sinh 19 tháng 10 năm 1945) là một nhà kinh tế học vi mô người Anh và Mỹ.
Ông là giáo sư kinh tế và các vấn đề quốc tế tại Trường Woodrow Wilson ở Princeton (Mỹ) từ năm 1983. Hiện ông đang nghiên cứu về y tế, phúc lợi xã hội và sự phát triển kinh tế.
Năm 2015, ông được trao giải Nobel kinh tế cho tích của ông về tiêu dùng, nghèo đói và phúc lợi xã hội.
Ủy ban trao giải Nobel cho rằng bằng việc chỉ ra các mối liên hệ giữa những quyết định tiêu dùng cá nhân và những tác động đến toàn nền kinh tế, công trình của Deaton đã giúp làm biến đổi nền kinh tế vi mô, vĩ mô và những nền kinh tế phát triển.

## Tiến bộ và bất bình đẳng
Angus Deaton bàn về tiến bộ và bất bình đẳng:
Tiến bộ là một động cơ của sự bất bình đẳng. Nó mở rộng khoảng cách giữa những người dẫn đầu sự tiến bộ, và nhờ vậy hưởng lợi từ đó. Sự tiến bộ thường đưa tới bất bình đẳng, ít nhất là lúc ban đầu; nhưng sau cùng chúng ta mong đợi là sự tiến bộ sẽ chia sẻ rộng rãi.
Cái mà đáng lo về sự bất bình đẳng trong lợi tức là nó có thể trở thành bất bình đẳng chính trị. Những người khỏe mạnh không đi phá hoại sức khỏe của những người không khỏe mạnh; nhưng những người thiệt giàu có thể phá hoại quá trình chính trị cho lợi ích riêng tư của họ và gây thiệt hại cho những người còn lại. Các nghiên cứu cho thấy các chính trị gia phản ứng nhanh chóng những đòi hỏi của những cử tri giàu hơn nghèo. Các kinh tế gia tin tưởng vào tiêu chuẩn Pareto – đó là, nếu có những cải tiến trong sự phúc lợi của một người trong khi không ai trở nên tệ hại hơn, thì thế giới trở nên một nơi tốt đẹp hơn – nhưng họ thường có cái nhìn hạn hẹp. Nếu không ai bị thương tổn trong các phương diện khác, giàu có hơn thì tốt hơn, nhưng nếu người ta dùng tiền để phá hoại hạnh phúc của tôi – con đường tôi tới giáo dục công cộng hay dịch vụ y tế tốt hơn, hay chi tiền nhiều quá cho quân sự và như vậy ít tiền cho các chương trình xã hội – mà tôi phải trả tiền thuế cho các chi dùng đó, sống trong hệ thống đó và việc đó gây tại hại cho tôi.

## Sách
- Deaton, Angus; Muellbauer, John (1980). Economics and Consumer Behavior. New York: Cambridge University Press. ISBN 0521228506.
- Deaton, Angus (1992). Understanding Consumption. Clarendon Lectures in Economics. Oxford: Clarendon Press. ISBN 0198287593.
- Deaton, Angus (1997). The Analysis of Household Surveys: A Microeconometric Approach to Development Policy. Baltimore: Johns Hopkins University Press for the World Bank. ISBN 0801852544.
- Deaton, Angus (2001). Health, inequality and economic development. Cambridge.{{Chú thích sách}}:  Quản lý CS1: địa điểm thiếu nhà xuất bản (liên kết)
- Deaton, Angus; Kozel, Valerie, biên tập (2005). The Great Indian Poverty Debate. New Delhi: Macmillan India Ltd.
- Deaton, Angus (2013). The Great Escape: Health, Wealth, and the Origins of Inequality. Princeton: Princeton University Press. ISBN 9780691153544.